# Roldana lobata
Roldana lobata là một loài thực vật có hoa trong họ Cúc. Loài này được La Llave miêu tả khoa học đầu tiên năm 1825.